# (5360) Rozhdestvenskij
(5360) Rozhdestvenskij  es un asteroide perteneciente al cinturón de asteroides, descubierto el 8 de noviembre de 1975 por Nikolái Chernyj desde el Observatorio Astrofísico de Crimea, en Rusia.

## Designación y nombre
Rozhdestvenskij se designó inicialmente como 1975 VD9.
Más adelante fue nombrado en honor al físico soviético Dmitri Rozhdéstvenski (1876-1940).

## Características orbitales
Rozhdestvenskij orbita a una distancia media del Sol de 3,2381 ua, pudiendo acercarse hasta 3,1805 ua y alejarse hasta 3,2957 ua. Tiene una excentricidad de 0,0177 y una inclinación orbital de 21,7566° grados. Emplea en completar una órbita alrededor del Sol 2128 días.

## Características físicas
Su magnitud absoluta es 11,7. Tiene 28,062 km de diámetro. Su albedo se estima en 0,056.